# Castro, l'infidèle
Castro, l'infidèle est une biographie de Fidel Castro du journaliste Serge Raffy, parue en 2003. Il présente, sans concession, un caudillo communiste fort éloigné des images forgées par la propagande cubaine. 
L’auteur a remercié les éditions « La Table Ronde »[pertinence contestée] qui lui ont permis de reprendre le titre d’un livre que leur maison avait publié en 1961 : « Castro l'infidèle : la poudrière cubaine » d’Yves Guilbert.

## Présentation
Serge Raffy décrit un homme prêt à tout pour prendre et garder le pouvoir, utilisant la répression, le mensonge et la propagande pour s'imposer dans une « posture politique unique, mi-fasciste mi-communiste ». Il tente de découvrir, derrière la légende révolutionnaire orchestrée par Castro lui même, comment on devient le plus ancien dictateur du monde. 
En 1952, voire 1948, Fidel Castro est approché par Abraham Semjovitch, alias Fabio Grobart,  et intègre le  « réseau Caraïbes »,  mis en place par les services secrets soviétiques. Il est alors un agent dormant du KGB, recevant un soutien financier, il est ainsi anti-impérialiste mais officiellement anticommuniste. Cette participation à ce réseau atteste qu'il est partie prenante de l'idéologie communiste bien avant son accession au pouvoir.
Après l'arrivée au pouvoir en janvier 1959, un premier gouvernement « démocratique » est mis en place comprenant toutes les sensibilités de l'opposition au dictateur Fulgencio Batista. Mais dès le mois de février l'Assemblée nationale est dissoute, Fidel Castro se propulse Premier ministre. 
Deux compagnons de route de Fidel Castro, opposés à la nouvelle orientation pro communiste du régime castriste, seront rapidement éliminés, il s'agit d'Huber Matos et de Camilo Cienfuegos.
Dans sa postface, Serge Raffy remercie Fidel Castro d'avoir refusé un entretien. En effet, c'est un « manipulateur rusé » qui a toute sa vie durant réussi à convaincre de la justesse de ses vues nombre d'observateurs.

## Accueil critique
Jacques Amalric, considère que l'enquête de Serge Raffy permet de démystifier l'« image d'Épinal made in La Havane » de Fidel Castro.
Pour Louis Cornellier, « Raffy présente des faits, quelquefois nouveaux mais pas toujours bien appuyés, et en propose de passionnantes interprétations ». 
Le journaliste Olivier Mouton de la Libre Belgique indique : « Cette biographie revisite également des pages incontournables de l'histoire du XXe siècle : l'invasion manquée de la baie des Cochons, la crise des missiles, l'assassinat de John F. Kennedy… Avec, au détour de chaque scène, le profil troublant d'un homme ayant inauguré à Cuba un style d'un genre nouveau : l'irréalisme tragique. ».
Pour Paula Jacques, Serge Raffy à « force d'enquêtes, de lectures, de rencontres », établi le portrait du « tyran » de Cuba. Rien n'est oublié y compris sa haine des homosexuels et sa vie privée.
Elizabeth Burgos considère qu'en dépit de ses limites, en particulier en raison de l'absence de sources documentaires, l'ouvrage de Serge Raffy laisse apparaître des aspects d'un grand intérêt que les perspectives ouvertes aux futurs chercheurs espérons qu'ils auront de la chance un jour d'accéder aux archives cubaines.

## Publication
- Castro, l'infidèle, 2003, Fayard, 672 pp
- Castro, l'infidèle, préface de Laurent Joffrin, 2013, collection : les géants du XXe siècle, Fayard.